# 1945年の野球
1945年の野球（1945ねんのやきゅう）では、1945年の野球界における動向をまとめる。

## 競技結果

### 日本プロ野球
戦況悪化のため、休止。終戦後の11月・12月に、日本職業野球連盟復興記念東西対抗戦が開催された。

### 社会人野球（日本）
戦況悪化のため、休止

### 大学野球（日本）
戦況悪化のため、休止。
- 10月28日 - 六大学OB紅白戦を開催（神宮球場）
- 11月04日 - 明大現役対駿台倶楽部戦を開催（神宮球場）
- 11月18日 - 全早慶戦を開催（神宮球場）

### 中等野球（日本）
戦況悪化のため、休止

### メジャーリーグ
- ワールドシリーズ

デトロイト・タイガース（4勝3敗）シカゴ・カブス
- オールスターゲーム

7月10日にボストンのフェンウェイ・パークにおいて開催予定であったが、戦争により中止。

## できごと

### 1月
- 1月1日 - 日本職業野球は「正月野球大会」を阪神甲子園球場と西宮球場で1月5日まで開催。選手不足からチームは混成となり、阪神軍・産業連合が「猛虎軍」、阪急軍・朝日軍連合が「隼軍」であった。これが非公式戦も含めた太平洋戦争中最後のプロ野球試合となる。

### 3月
- 3月29日 - 戦前の中等学校野球史に残る活躍（全5試合を完封、準決勝・決勝を2試合連続ノーヒットノーラン）をした、明治大学・嶋清一がベトナムの海岸線付近でアメリカ合衆国の潜水艦の雷撃を受け戦死。

### 4月
- 4月3日 - 元大阪タイガースの西村幸生がフィリピンのバタンガスで戦死。
- 5月11日 - 元名古屋軍の石丸進一が神風特別攻撃隊の隊員として出撃し、戦死。

### 5月
- 5月20日 - 元阪神軍の景浦將がフィリピン・ルソン島カラングランで戦死[2]。

### 9月
- 9月9日 - 【MLB】フィラデルフィア・アスレチックスのディック・ファウラーが対セントルイス・ブラウンズ戦においてノーヒットノーランを達成、スコアは1-0。
- 9月15日 - 明治神宮野球場・競技場、進駐軍に接収され「ステートサイド・パーク」と名付けられる（1952年3月31日解除）[3]。

### 10月
- 10月10日 - 【MLB】ワールドシリーズの第7戦がリグレー・フィールドにおいて行われ、アメリカンリーグのデトロイト・タイガースがナショナルリーグのシカゴ・カブスに9対3で勝利し、4勝3敗で、10年ぶり2度目のワールドシリーズ優勝。
- 10月28日 - 神宮球場において「東京六大学OB紅白試合」が行われる[3]。

### 11月
- 11月6日 - 日本野球連盟復活。
- 11月14日 - 進駐軍、後楽園野球場を接収。
- 11月18日 - 神宮球場において「全早慶戦」が開催され、慶應が6対3で早稲田に勝利する[3]。
- 11月23日 - 神宮球場において、戦後初のプロ野球の試合となる「日本職業野球連盟復興記念東西対抗戦」が開催される。また職業野球連盟発足後、神宮球場で開催された最初のプロ野球試合であった。このあと11月24日に群馬・桐生新川球場、12月1日 - 2日に西宮球場で開催。

## 誕生

### 1月
- 1月3日 - 長谷川一夫（+ 2013年）
- 1月11日 - 日野茂
- 1月23日 - 島谷金二
- 1月26日 - 飯塚佳寛

### 2月
- 2月1日 - 高井保弘 (＋2019年)
- 2月7日 - 菊川昭二郎
- 2月15日 - 高橋直樹
- 2月15日 - 迫田七郎
- 2月21日 - 前田康介
- 2月23日 - 苑田聡彦
- 2月24日 - 村上公康
- 2月25日 - 山下智茂

### 3月
- 3月5日 - 大杉勝男（+1992年）
- 3月15日 - 竹之内雅史

### 4月
- 4月2日 - レジー・スミス
- 4月2日 - ドン・サットン（+ 2021年）
- 4月2日 - マイク・ケキッチ
- 4月4日 - 菅原勝矢
- 4月8日 - 小谷正勝
- 4月18日 - 大塚徹（+ 2018年）
- 4月29日 - 今井務

### 5月
- 5月2日 - 佐藤玖光
- 5月5日 - ジミー・ロザリオ
- 5月11日 - ドック・エリス（+ 2008年）
- 5月12日 - 簾内政雄
- 5月13日 - 吉沢秀和（+ 2025年）
- 5月15日 - 藤原真
- 5月16日 - 高橋重行（+ 2010年）
- 5月25日 - 正垣宏倫

### 6月
- 6月1日 - 外木場義郎
- 6月3日 - 宮本幸信
- 6月29日 - 中塚政幸

### 7月
- 7月7日 - 山本泰（+ 2020年）
- 7月11日 - 三輪田勝利（+ 1998年）
- 7月24日 - 高田繁
- 7月27日 - 戸田善紀
- 7月27日 - 和田徹

### 8月
- 8月1日 - 小川亨
- 8月1日 - 東田正義（+ 2016年）
- 8月14日 - 平岡一郎（+ 1995年）
- 8月23日 - 泉沢彰（+ 2017年）

### 9月
- 9月3日 - 清俊彦（+ 2017年）
- 9月16日 - 江田昌司
- 9月18日 - 三輪悟（+ 2021年）
- 9月18日 - 榊親一
- 9月24日 - 三好幸雄

### 10月
- 10月1日 - ロッド・カルー
- 10月15日 - 高井諭
- 10月17日 - ボブ・クリスチャン（+ 1974年）
- 10月20日 - 佐賀ノ海輝一（+ 1999年）
- 10月27日 - マイク・ラム

### 11月
- 11月9日 - 後原富（+ 2023年）
- 11月12日 - 谷木恭平

## 死去
- 2月10日 - アデラーノ・リベラ（* 1910年）
- 3月29日 - 嶋清一（* 1920年）
- 4月3日 - 西村幸生（* 1910年）
- 5月11日 - 石丸進一（* 1922年）
- 5月20日 - 景浦將（* 1915年）